# 쇄도 효과

SHA-1은 쇄도효과의 좋은 예다. 1비트만 바꿔도 결과 값이 완전히 달라진다.

쇄도 효과(avalanche effect), 산사태 효과는 어떤 암호 알고리즘이 입력값에 미세한 변화를 줄 경우 출력값에 상당한 변화가 일어나는 성질을 의미한다. 이 용어는 호스트 파이스텔이 처음 도입하였으며, 클로드 섀넌이 도입한 혼돈과 확산(confusion, diffusion) 개념에서의 확산 성질에 대응하기도 한다.
만약 암호 알고리즘의 쇄도 효과가 크지 않다면, 그러한 성질을 이용하여 암호분석이 더 쉽게 가능할 수 있다. 따라서, 일반적으로 암호 알고리즘은 쇄도 효과가 충분히 강해야 한다.

## 같이 보기
- 나비 효과